# Iguanura melinauensis
Iguanura melinauensis är en enhjärtbladig växtart som beskrevs av Ruth Kiew. Iguanura melinauensis ingår i släktet Iguanura och familjen Arecaceae. Inga underarter finns listade i Catalogue of Life.